# 두 번째 겨울
"두 번째 겨울"은 2018년에 개봉한 대한민국의 영화이다.

## 캐스팅
- 이광현 : 현호 역
- 박가영 : 정희 역
- 서재필 : 보일러공 역
- 김재우
- 도현
- 한나라
- 최성례
- 이윤화